# Milija Nešić
Milija Nešić (Novo Selo, Niš, 22. septembar 1934) srpski je likovni umetnik.

## Biografija
Rođen je 22. septembra 1934. godine u Nišu, Kraljevina Jugoslavija. Godine 1961. završio je Akademiju likovnih umetnosti, odsek vajarstvo i postdiplomske studije u Beogradu. Završio postdiplomske studije 1964. godine, odsek vajarstva i stekao zvanje magistra. Stiče 1963. godine status samostalnog umetnika (Socijalistička federativna republika Jugoslavija), a 1983. godine dobio status istaknutog umetnika.
Od 1950.godine do danas bavi  se vajarstvom, slikarstvom, crtežom, medijem fotografije i koncepta i u svakoj od ovih oblasti je dobio prestižne nagrade.
Član je ULUS-a od 1962. godine.
Živi i radi u Beogradu.

## Samostalne izložbe
- 1958. Beograd, Izložba crteža  pod vedrim nebom na Adi Ciganliji
- 1963. Beograd, Galerija ULUS, crteži
- 1964. Beograd, Galerija ULUS, skulptura
- 1967. Zagreb, Studentski centar, skulptura
- 1967. Niš, Centar za kuturu, skulptura
- 1970. Beč, Galerija Tao, skulptura
- 1972–1976. Novi Beograd, Izložba na pesku iz opusa Život, prostor,vreme
- 1975. Beograd, Salon Muzeja savremene umetnosti, skulptura

- Zrenjanin, Mala galerija, skulptura

- 1977. U prirodi, Integralna živa slika prirode kao umetničko delo
- 1979. Beograd, Kulturni centar Beograda, mrdalice
- 1983. Beograd, Kulturni centar Beograda, slike mrdalice

- Gornji Milanovac, slike mrdalice
- Beograd, Dom pionira i omladine "Voždovac", slike mrdalice
- Beograd, Dom sindikata, Izložba povodom dodele pehara za najposećeniju  izložbu godine

- 1985. Beograd, Studentski grad, mrdalice
- 1986. Beograd, Grafički kolektiv, crteži
- 1987. Beograd, Kulturni centar Beograda, mrdalice
- 1992. Beograd, Galerija ULUS, slike mrdalice
- 1993. Beograd, Kulturni centar Beograda, slike mrdalice
- 1998. Beograd, Kulturni centar Beograda, skulpture i fotofrafije 1960 – 1972. Autor izložbe dr. Ješa  Denegri
- 2000. Prilički Kiseljak, Izložba slika u šumi
- 2002. Beograd, Kulturni centar Beograda, mrdalice
- 2006. Beograd, Galerija Beograd, crteži, fotografije i predmeti

## Važnije grupne izložbe
- 1962.

Beograd, Izložbeni paviljon u Masarikovoj ulici, 3. Oktobarski salon,
- 1963.

Beograd, Umetnički paviljon "Cvijeta Zuzorić" ULUS, Izložba novoprimljenih članova ULUS-a,
Beograd, Pionirski park, Skulptura u slobodnom prostoru,
Beograd, Izložbeni paviljon u Masarikovoj ul, 4. Oktobarski salon
- 1964.

Beograd, Umetnički paviljon "Cvijeta Zuzorić", Izložba ULUS ’64,
Beograd, Kalemegdan, Skulptura u slobodnom prostoru,
Beograd, Izložbeni paviljon u  Masarikovoj ul, 5. Oktobarski salon
Ečka, Savremena galerija umetničke kolonije, 9. izložba umetničke kolonije
- 1965.

Beograd, Umetnički paviljon "Cvijeta Zuzorić", Izložba ULUS ’65
Beograd, Pionirski park, Skulptura u slobodnom prostoru
Beograd, Gal. kulturnog centra, X izložba umetničke kolonije Ečka
Ečka, Savremena galerija umetn. kolonije, 10. izložba umetničke kolonije
- 1966.

Beograd, Izložbeni paviljon u Masarikovoj ul, 7. Oktobarski salon
Beograd, Pionirski park, Skulptura u slobodnom prostoru
Subotica, Galerija likovnog susreta, VI likovni susret
Hag, Međunarodna izložba sitne plastike
Rijeka, Moderna galerija, Bijenale mladih
Beograd, Galerija Doma JNA, NOB u delima likovnih umetnika Jugoslavije
Ečka, Savremena galerija umetn. kolonije, 11. izložba umetničke kolonije
- 1967.

Beograd, Um. paviljon "Cvijeta Zuzorić", Izložba ULUS ’67
Beograd, Pionirski park, Skulptura u slobodnom prostoru
Beograd, Beogradski sajam, III Trijenale likovnih umetnosti
Beograd, Zagreb, Niš, Priština, 8. Oktobarski salon
Beograd, Gal. grafičkog  kolektiva, izložba predloga za Bijenale mladih u
Pariz, izbor ULUS-a
Firenca, Izložba grupe beogradskih vajara
Poreč, VII anale
Ečka, Savremena galerija umetn.kolonije, 12. izložba umetničke kolonije
- 1968.

Beograd, Salon muzeja savrem. umetn, Pet beogradskih vajara
Beograd, Pionirski park, Skulptura u slobodnom prostoru<
Beograd, Izložbeni paviljon u Masarikovoj ul, 9. Oktobarski salon
Subotica, Galerija likovnog susreta, VII Likovni susret
Urugvaj, Čile, Bolivija, Savremena jugoslovenska umetnost
- 1969.

Beograd, Um. paviljon "Cvijeta Zuzorić", Izložba ULUS ’69
Beograd, Pionirski park, Skulptura u slobodnom prostoru
Rijeka, Moderna galerija, Bijenale mladih
Prag, Brno, Savremena jugoslovenska skulptura
Beograd, Izložbeni paviljon u Masarikovoj ul, 10. Oktobarski salon
Beograd,Galerija Doma JNA, NOB u delima likovnih umetnika Jugoslavije
- 1970.

Nju Delhi, II Medjunarodni trijenale u Indiji
Beograd, Muzej savremene umetnosti, IV beogradski trijenale Jugoslovenske likovne umetnosti
- 1971.

Ljubljana, Moderna galerija, Savremena srpska umetnost
Beograd, Izložb. paviljon u Masarikovoj ul, 12. Oktobarski salon
Beograd, Pionirski park, Skulptura u slobodnom prostoru
Beograd, Studentski kulturni centar. Izložba - Drangularijum
Beograd, Galerija Doma JNA, NOB u delima likovnih umetnika Jugoslavije
- 1972.

Beograd, Izložbeni paviljon u Masarikovoj ul, 13. Oktobarski salon
Beograd, Galerija ULUS, Izložba skulptura – predlog za Prostor ’72
Beograd, Park Sportskog centra  Košutnjak, izložba Prostor  ’ 72
Skoplje, Muzej savremene umetnosti, Savremena srpska umetnost
Subotica, Galerija likovnog susreta, XI likovni susret
Beograd, Galerija kulturnog centra, Kritičari su izabrali 1971.
- 1973.

Beograd, Galerija kulturnog centra, Beogradska skulptura ’72
Beograd, Izložb. paviljon u Masarikovoj ul, izložba ULUS ’73
Murska  Sobota, Jugoslovenski bijenale male plastike
Ečka, Savremena galerija umetn. kolonije, 18. izložba umetničke kolonije
- 1974.

Beograd, Galerija ULUS, Izložba skulptura – predloga za Prostor ’74
Beograd, park Sportskog centra Košutnjak, izložba Prostor ’74
Beograd,Galerija ’73, Izložba grupe 10 PLUS
Subotica,Galerija likovnog susreta, Izložba grupe 10 PLUS
Zrenjanin, Mala galerija, Izložba grupe 10 PLUS
Sombor, Galerija likovna jesen, Izložba grupe 10 PLUS
- 1975.

Novi Beograd, Galerija studentskog kulturnog centra, Izložba umetnika koji su stanovali u studentskom gradu
Novi Sad,Galerija radn.univerz."Radivoj Ćirpanov" Izložba grupe 10 PLUS
- 1976.

Beograd, Um. paviljon "Cvijeta Zuzorić", 17. Oktobarski salon
Beograd, Galerija ULUS, Izložba skulptura- predloga za Prostor ’76
Beograd, Galerija 212, BITEF 10, Perspektive nove skulpture
Beograd, Park Tašmajdan,izložba Prostor ’76
Niš, Galerija niška tvrdjava, Izložba Sićevo ’76
- 1977.

Beograd, Um. paviljon "Cvijeta Zuzorić’, 18. Oktobarski salon
Murska Sobota, Jugoslovenski bijenale male plastike
Beograd, Kolarčeva galerija, Izložba grupe 10 PLUS
Budimpešta, Savramena jugoslovenska umetnost
Beograd, Centar za vaskularnu hirurgiju "Dr. Dragiša Mišović", poklon skulpture za prostor u čast otvaranja centra
- 1978.

Beograd, Um.etnički paviljon "Cvijeta Zuzorić", 19. Oktobarski salon
Sarajevo, Centar Skenderija, Umetnost u Jugoslaviji  1970. – 1978.
Beograd, Izložbeni paviljon u Masarikovoj ulici, Geometrijska umetnost
Beograd, "Cvijeta Zuzorić", Jugoslovenski bijenale male plastike
Beograd, ULUS- Likovno stvaranje
- 1979.

Beograd, Kulturni centar, Beograd inspiracija umetnika
Poreč, XIX anale, Čovek i stroj
Labin, Mediteranski kiparski simpozijum  ’69 – ’79
Niš, Galerija niška tvrdjava, 30 godina Umetničke škole u Nišu
Beograd, Paviljon "Cvijeta Zuzorić", Umetnost u Jugoslaviji 1970 – 1978
Beograd, Dom omladine, Klokotristi - Terapija radom
Beograd, Klub književnika, Akcija klokotrista
- 1980.

Beograd, Paviljon "Cvijeta Zuzorić", 21. Oktobarski salon
Bukurešt, Izložba u organizaciji ULUS-a
Beograd, Galerija kulturnog centra, Beograd  inspiracija umetnika
Beograd, Paviljon "Cvijeta Zuzorić", Skulpture "Beli Venčac" Arandjelovac
Beograd, Skulptura u slobodnom prostoru, "Sava centar", (mrdalica)
- 1981.

Pančevo, I Bijenale jugoslovenske skulpture,(mrdalica)
Zemun, Skulptura u slobodnom prostoru, "Galenika", (mrdalica)
- 1982.

Beograd, Paviljon "Cvijeta Zuzorić" 23. Oktobarski salon
Beograd, Staro sajmište, Akcija klokotrista
Novi Beograd, Hotel "Jugoslavija", izložba Prostor ’82 (mrdalica)
Zagreb, Skulpture "Beli Venčac" Arandjelovac
- 1983.

Pančevo, II Bijenale jugoslovenske skulpture
Beograd, Muzej savremene umetnosti, Umetnost osamdesetih
Beograd, Paviljon "Cvijeta Zuzorić", 24.Oktobarski salon
Beograd, ULUS, Crtež i sitna plastika
Beograd, "Braća Stamenković", izložba  "Vreme i prostor"
Čačak, Galerija "Nadežda Petrović", izložba " Vreme i prostor"
- 1984.

Beograd, Paviljon "Cvijeta Zuzorić", 25.Oktobarski salon
Beograd, Ada Ciganlija, Skulptura u slobodnom prostoru
Njujork, Linkoln centar, Pet jugoslovenskih i pet američkih umetnika
Beograd, KCB, Letnji salon
- 1985.

Beograd, Narodni muzej, Izložba dela savremenih umetnika iz zbirke N.m.
Beograd, Jubilarna izložba ULUS-a
Beograd, "Cvijeta Zuzorić", Sarajevo, Aleksinac, Trstenik, Ćuprija, - Izložba " Zlatno pero"
Beograd, "Cvijeta Zuzorić", Priština, Novi Sad, 26.Oktobarski salon
Zagreb, Bijenale jugoslovenskog crteža
Velika Plana, izložba kolonije Pokajnica
Pančevo, III Bijenale jugoslovenske skulpture
- 1986.

Beograd, "Cvijeta Zuzorić", 27.Oktobarski salon
Tuzla, Jugoslovenska umetnost
Beograd, Vid galerija, Pariz, Tršić, Izložba posvećena Vuku Karadžiću
Zemun, Galerija Stara kapetanija, Beoerotika
- 1987.

Beograd, "Cvijeta Zuzorić", 28.Oktobarski salon
Zagreb, Bijenale jugoslovenskog crteža
- 1988.

Beograd, Beogradski sajam, VI beogradski trijenale likovne umetnosti
Rijeka, Moderna galerija, Međunarodni bijenale originalnog crteža
Niš, Galerija savremene likovne umetnosti, 40 godina Škole za primenjenu umetnost u Nišu, (1948-1988.)
- 1989.

Beograd, "Cvijeta Zuzorić", Prolećna izložba ULUS-a
Beograd, ULUS, izložba dobitnika zlatne palete, dleta i igle
- 1991.

Prijepolje, Umetnici Mileševi
- 1992.

Beograd, 33.Oktobarski salon
- 1993.

Beograd, Muzej "25. maj", 34.Oktobarski salon
Beograd, Konak kneginje Ljubice, izložba crteža
Beograd, "Cvijeta Zuzorić", Crtež i mala plastika
Beograd, "Cvijeta Zuzorić", " 35. Zlatno pero"
Pančevo, VII bijenale jugoslovenske skulpture
- 1994.

Beograd, 41. festival jugoslovenskog dokumentarnog filma, video sekcija
Beograd, Muzej " 25. maj", 35. Oktobarski salon
- 1995.

Beograd, Grafički kolektiv, Povratak minijaturi
Beograd, Galerija vojske Jugoslavije, Velika Plana Beogradu
- 1996.

Beograd, Narodni muzej, Slike i skulpture posle 1955. godine
- 1997.

Beograd, "Cvijeta Zuzorić", Majska izložba ’97
- 1998.

Beograd, Prodajna galerija Beograd, Socijalna umetnost u beogradskom slikarstvu (od 1975 do 1998. godine)
Beograd, Bg. kancelarija UNICEF-a, Jugoslovenski umetnici za decu
- 1999.

Beograd, Progres, Dobitnici Politikine nagrade 1932 - 1998
Beograd, Progres, "Zlatno pero", 40. beogradsko, 5. medjunarodni bijenale ilustracije
- 2000.

Beograd, "Cvijeta Zuzorić", Jesenja izložba ULUS-a Beograd, "Cvijeta Zuzorić", IV Bijenale crteža i male plastike
- 2001.

Beograd, Progres, "Zlatno pero", 41. beogradsko, 6. medjunarodni bijenale ilustracije
- 2003.

Beograd, Progres, "Zlatno pero", 42. beogradsko, 7. medjunarodni bijenale ilustracije
- 2004.

Beograd, Prodajna galerija" Beograd", Akvarel i crtež Petrovac na moru, JUSD "Crvena komuna", I  Bijenale akta  "Marko K. Gregović"
2006. 
Beograd, galerija "Antik art", Trijumf erosa
2009. 
Beograd, "Cvijeta Zuzoric", "45. Zlatno pero Beograda", 10. medjunarodni bijenale ilustracije
2012. 
Maribor, izlozba iz Zepter muzeja
2013. 
Beograd, Muzej Zepter, izložba “ A… da se malo spotaknem”, autorska izložba Save Popovića.
2014.
Beograd, Kuća kralja Petra I, Izložba vajara Srbije 2014.
2014.
Beograd, Savremena skulptura u javnom prostoru,Plato – Paviljon Cvijeta Zuzorić
2014.
Beograd, Jesenja izložba, ULUS
2015.
Beograd, Akvizicije u 2014. Muzej Zepter

## Simpozijumi i kolonije
- 1963. Prilep,simpozijum mermer Prilep ’63.
- 1964, 1965, 1966, 1967, 1973. Ečka, umetnička kolonija
- 1972. Prilep, fabrika Crn bor, Internacionalni studio za plastiku u drvetu
- 1972. Labin, Mediteranski kiparski simpozijum
- 1973.Arandjelovac, Medjunarodni simpozijum "Beli venčac"
- 1974. Vrnjačka banja, simpozijum – II bijenale jugoslovenske skulpture u pleneru
- 1976. Sićevo, kolonija Sićevo ’76
- 1984. Pokajnica, kolonija Pokajnica
- 1996. Bor, 12. medjunarodna umetnička kolonija, "Bakar  96"
- 2010. Apatin, 13. Simpozijum skulpture "Meander"

## Skulpture na javnim mestima
- 1963. Prilep, Gradski park, skulptura "Beli medved"
- 1972. Prilep, Fondacija fabrike Crn bor, skulptura  "Predmet za prostor"
- 1972. Labin, skulptura "Predmet za prostor"
- 1973. Arandjelovac, Park skulptura, skulptura "Predmet ideje"
- 1973. Beograd, Park Sportskog centra Košutnjak, " Konkretna skulptura"
- 1976. Zrenjanin, fabrika Šinvoz, "Skulptura za prostor“
- 2010. Apatin, "Homo duplex"
- 2015. Beograd, Plato – ’’Cvijeta Zuzorić’’ -  Mrdalica ’’Dezinformator’’

## Dela u muzejima i galerijama
- Beograd, Muzej savremene umetnosti, 2 skulpture, 1 slika i 2 skulpture mrdalice
- Beograd, Narodni muzej, 2 skulpture mrdalice
- Zrenjanin,Savremena galerija umetničke kolonije Ečka, skulptura,
- Subotica, Galerija likovnog susreta, skulptura
- Niš, Narodni muzej, skulptura
- Kragujevac, Narodni muzej, skulptura
- Velika Plana, Galerija, slika mrdalica
- Rijeka, Moderna galerija, skulptura
- Zagreb, Studentski centar, skulptura
- Beč, Galerija Tao, skulptura
- Beograd, Muzej Zepter, 1slika,1 apstraktna skulptura, 1 skulptura mrdalica

## Nagrade
- Nagrada ULUS-a, Beograd (1964)
- Nagrada za skulpturu Umetničke kolonije Ečka (1964)
- Nagrada grada Beograda mladom umetniku na III trijenalu jugoslovenske likovne umetnosti, Beograd (1967)
- IV nagrada na konkursu za znak simbol za obeležavanje istorijskih mesta u Beogradu (1969)
- I nagrada na izložbi Prostor 72 (1972)
- Nagrada ULUS-a Zlatno dleto (1978)
- I nagrada na I bijenalu jugoslovenske skulpture, Pančevo (1981)
- Pehar za najposećeniju izložbu godine, Beograd (1983)
- Počasna nagrada na Međunarodnom bijenalu originalnog crteža, Rijeka (1988)
- Nagrada Politika iz fonda Vladislav Ribnikar (1993).[1]

## Galerije
- flickr.com Lične fotografije
- flickr.com Slike
- flickr.com Skulpture u prostoru
- flickr.com Skulpture
- flickr.com Fotografije
- flickr.com Crteži

## Literatura
- Jovan Despotović - Umetnost osamdesetih, Muzej savremene umetnosti, jun-avgust 1983 (pred. kat)